# Ross Edgar
Ross Samuel Edgar (Newmarket, 3 de janeiro de 1983) é um ciclista profissional escocês que participa em competições de ciclismo de estrada. Vencedor de uma medalha de prata nos Jogos Olímpicos de Pequim 2008, na prova de keirin.